# 朱桂
朱 桂（しゅ けい、洪武7年7月18日（1374年8月25日）- 正統11年12月12日（1446年12月29日））は、明の皇族。

## 概要
初代皇帝である朱元璋（洪武帝）の十三男。生母は郭恵妃（郭子興の娘）。第3代皇帝である永楽帝の異母弟。
洪武帝より豫王に封じられたが、洪武25年（1392年）に代王に改封されて大同に移された。たびたび理由も無く殺人を繰り返す粗暴な性格であり、建文帝による削藩政策では粛清の対象とされ、逮捕された後に庶人とされた。永楽帝が即位すると王籍に復帰した。

## 家族

### 妻
- 徐氏 - 徐達の娘

### 子
1. 悼戻世子 朱遜煓
2. 広霊栄虚王 朱遜𤇜
3. 潞城僖順王 朱遜𤆼
4. 山陰康恵王 朱遜煁
5. 襄垣恭簡王 朱遜燂
6. 霊丘栄順王 朱遜烇
7. 宣寧靖荘王 朱遜炓
8. 懐仁栄定王 朱遜烠
9. 朱遜熩[1]
10. 隰川懿安王 朱遜熮
11. 朱遜燔[1]

### 女
1. 郷寧郡主
2. 壷関郡主
3. 保徳郡主